# Puchar Polski w koszykówce mężczyzn 1994/1995
Puchar Polski w koszykówce mężczyzn 1994/1995 został rozegrany w formie turnieju, w którym uczestniczyły trzy najlepsze zespoły Polskiej Ligi Koszykówki oraz zaproszona drużyna Lecha Batimex Poznań.

## Półfinały
- I półfinał Mazowszanka Pruszków – Polonia Przemyśl ?:?
- II półfinał Nobiles Włocławek – Lech Batimex Poznań ?:?

## Finał
| 13 maja 1995 | Nobiles Włocławek | 87:80 | Mazowszanka Pruszków |  |
| 13 maja 1995 |                   | 87:80 |                      |  |